# Styl akademicki
Styl akademicki – styl kompozytorski, w którym brak elementów indywidualnego kształtowania dzieła, nowatorstwa, zastępowany tradycyjnym, wyniesionym ze studiów warsztatem kompozytorskim.